# Komádi

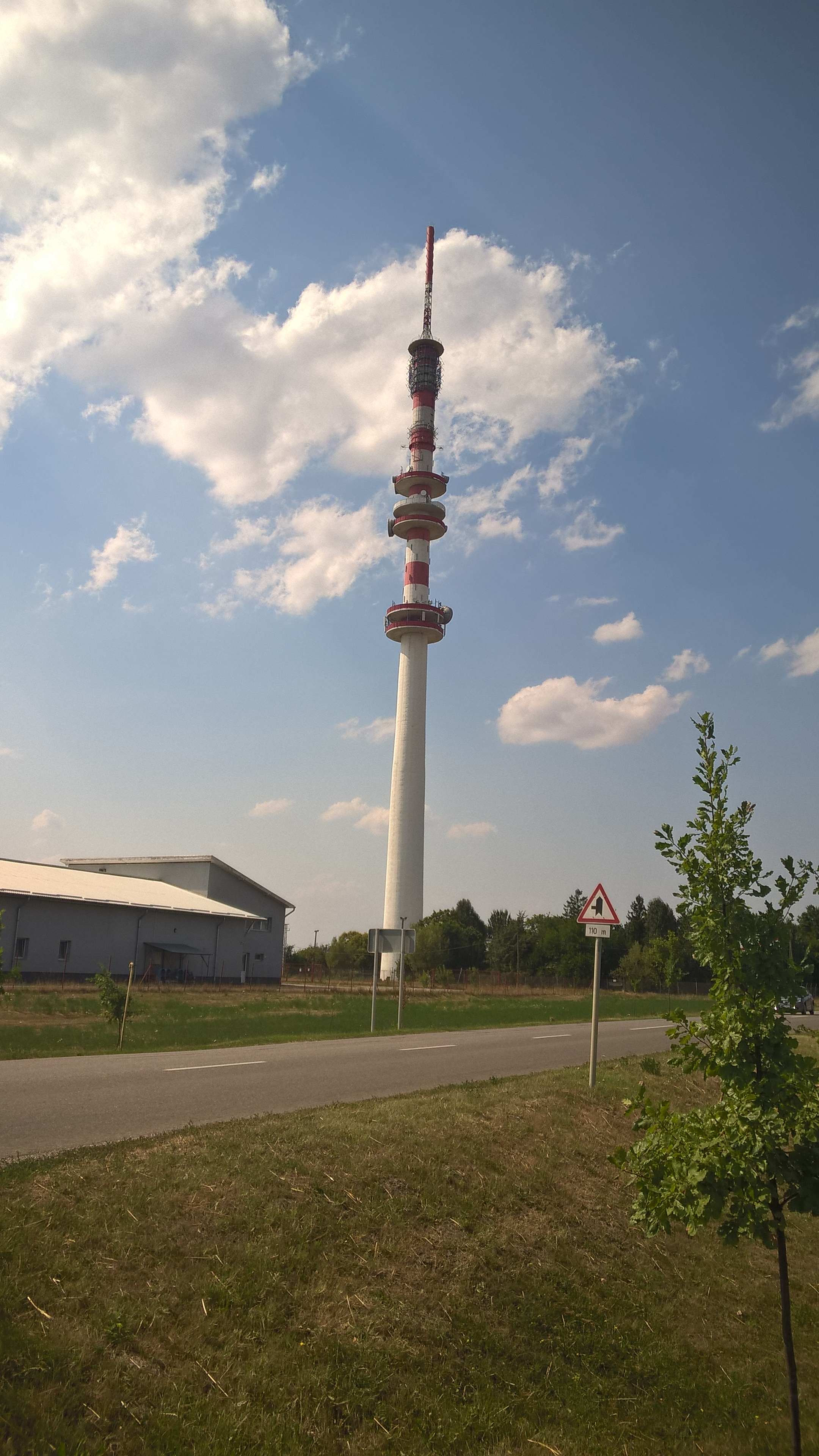
TV-tornet i Komádi.

Komádi är en mindre stad i Ungern med 4 980 invånare 
(2020).